# Sandra Sydlik
Sandra Sydlik (* 25. Mai 1990 in Berlin) ist eine deutsche Volleyballspielerin.

## Karriere
Sandra Sydlik stammt aus einer Volleyballfamilie, ihre Mutter Kathrin und ihre Schwester Luisa spielen ebenfalls Volleyball. 2009 wurde sie mit der deutschen Juniorinnen-Nationalmannschaft Weltmeisterin. Sydlik spielte in der Bundesliga beim Köpenicker SC und beim SC Potsdam und heute in den USA bei den Temple Owls in Philadelphia.